# Yvonne Tsikata
Pour les articles homonymes, voir Tsikata.
Yvonne Manu Tsikata (née en 1963) est une économiste ghanéenne et elle est actuellement vice-présidente et secrétaire générale de la Banque mondiale. Elle a précédemment été chef de cabinet et directrice du bureau du président du Groupe de la Banque mondiale. Elle était également directrice de secteur pour le Département de la réduction de la pauvreté et de la gestion économique de la région Europe et Asie centrale.

## Enfance et éducation
Tsikata a fait ses études secondaires à la Wesley Girls High School. Elle est titulaire d'un diplôme de premier cycle du Collège Bryn Mawr en Pennsylvanie. Elle a obtenu son diplôme d'études supérieures en économie à l'université de New York.

## Carrière
Yvonne a commencé sa carrière en tant que professeure de théorie monétaire et de théorie macroéconomique à l'université de New York. Elle a travaillé pour l'Organisation de coopération et de développement économiques à Paris et à l'Institut mondial de recherche en économie du développement de l'université des Nations unies à Helsinki.
Yvonne a rejoint le Groupe de la Banque mondiale en 1991. Avant de rejoindre le bureau du président de la Banque mondiale en septembre 2013, Tsikata était directrice de la politique économique dans la région Europe et Asie centrale. Elle a été directrice de pays pour les Caraïbes dans la région de l'Amérique latine,. Elle s'est rendue en Haïti au nom de la Banque mondiale après le tremblement de terre de 2019,.
En 1998 et 2001, alors qu'elle était en congé du Groupe de la Banque mondiale, elle a été chercheuse principale à la Fondation de recherche économique et sociale à Dar es Salaam, en Tanzanie; en tant que consultante auprès de l'Organisation de coopération et de développement économiques à Paris ; et à l'Institut mondial de recherche en économie du développement de l'Université des Nations unies à Helsinki.

## Publications
- Accelerating trade and integration in the Caribbean : policy options for sustained growth, job creation, and poverty reduction
- Assessing World Bank support for trade, 1987-2004 : an IEG evaluation
- Owning economic reforms : a comparative study of Ghana and Tanzania